# Stara Regalica
Stara Regalica  – stare koryto Odry Wschodniej, jeden z cieków Międzyodrza łączący Odrę Zachodnią. 
Wypływa z Odry Zachodniej na wysokości Gartz i płynie początkowo w kierunku południowo-wschodnim, by następnie obrać kierunek północny. Łączy się z wieloma innymi ciekami na Międzyodrzu: Kanałem Leniwym, Kanałem Małym, Kanałem Marwickim, uchodząc do Kanału Długiego. Łączy się również w dwóch miejscach bezpośrednio z Odrą Wschodnią (53°11'54.6"N 14°24'58.9"E i 53°13'54.5"N 14°27'21.8"E).